# Le Don paisible
Pour les articles homonymes, voir Don.
Le Don paisible (en russe Тихий Дон) est un roman de l'écrivain soviétique Mikhaïl Cholokhov (1905-1984) sous forme d'épopée qui dépeint la vie des Cosaques dans la région du Don au cours de la Première Guerre mondiale et de la guerre civile russe (1917 - 1922).
Dès les années 1940, Cholokhov a été célébré comme l'écrivain soviétique par excellence. Jusqu'en 1980, Le Don paisible a été tiré à 79 millions d'exemplaires dans 974 éditions et traduit dans 84 langues,. Unanimement salué comme un chef-d'œuvre de la littérature russe, le roman a valu le prix Staline en 1941, puis le prix Lénine (littérature) en 1960 et enfin le prix Nobel de littérature à Cholokhov en 1965. Mais, dès l'origine, l'œuvre est aussi entachée d'une polémique récurrente portant sur l'identité réelle de son auteur.

## Résumé

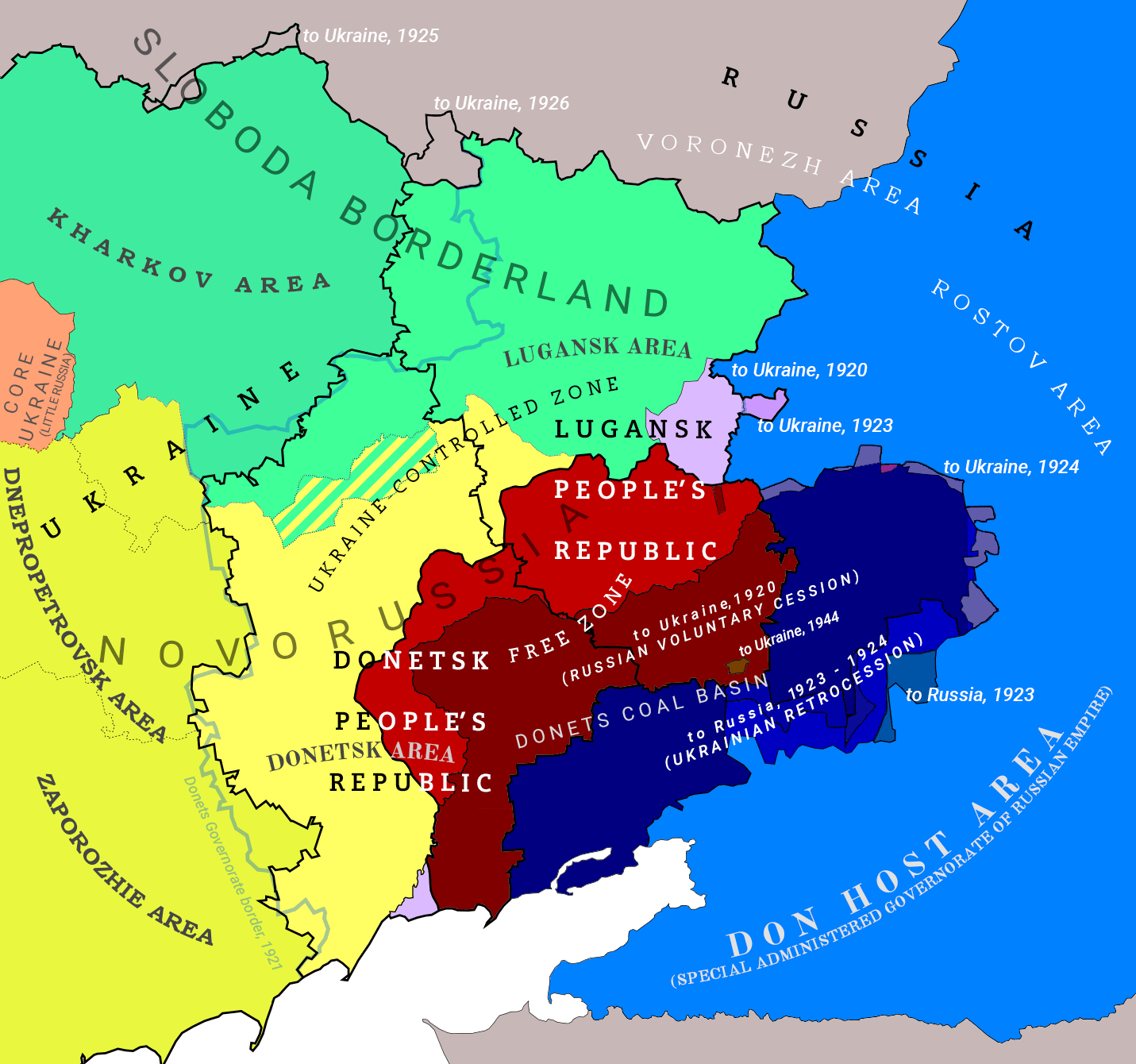
Oblast de l'armée du Don ou le Donbass et le bassin du Don dans les années 1920 et ss.

L’histoire du roman se déroule principalement dans le village Tatarski de la stanitsa Vechenskaïa, entre 1912 et 1922. La famille Melekhov y est confrontée à la Première Guerre mondiale et à la guerre civile russe. Le héros du roman, Grigori Melekhov, est un cosaque du Don qui de simple soldat devient officier, déchiré entre deux femmes et par la guerre civile fratricide.
Livre un
Première partie
Le roman commence quand Prokofi Melekhov ramène d'une campagne en Turquie au village de Tatarsky (commune de Viochenskaya) une femme turque qui est ensuite lynchée par les Cosaques, qui la soupçonnaient de sorcellerie. Avant sa mort, la femme turque parvient à donner naissance prématurément à un fils, nommé plus tard Pantelei. Le sous-officier Pantelei Melekhov avait deux fils (Petro et Grigori) et une fille Douniacha. Grigori Melekhov a eu une relation illégale, rapidement connue de tous, avec Aksinia Astakhova, mariée, qui avait été victime de violences de la part de son père, qui fut tué pour cela par son propre fils et sa femme. Stepan, le mari d'Aksinia, ayant appris la trahison de sa femme, la bat (bien qu'il l'ait lui-même trompée plus d'une fois). Grigori et son frère Petro défendent Aksinia. Pour lui faire rompre sa liaison avec cette femme mariée, Grigori est marié à Natalia Korchounova. Grigori invite Aksinia à oublier leur histoire d'amour. Mais le mariage avec Natalia ne le rend pas heureux, et un jour il déclare à son père : "Je ne me suis pas marié, mais tu m'as marié."
Deuxième partie 
Le serrurier Joseph Davidovitch Chtokman arrive au village en provenance de Rostov et commence à s'intéresser à la vie des Cosaques. Lors d'une bagarre massive dans un moulin entre Ukrainiens et Cosaques du Don, il tente de calmer les belligérants. Grigori décide de quitter sa femme avec Aksinia. Il tente d'abord de se faire embaucher par le riche Mokhov, mais trouve ensuite du travail à Yagodnoye, la propriété du général à la retraite Listnitsky. Cependant, le fils du général, le lieutenant Evgueni, commence à s'intéresser à Aksinia, provoquant la jalousie de Grigori. Natalia, quant à elle, désespérée, se tranche la gorge avec une faux, mais reste en vie.
Troisième partie
Après avoir été enrôlés dans l'armée en 1914, Grigori et son régiment se retrouvent à la frontière autrichienne, dans la ville de Radzivillovo. En été, Chtokman, membre du Parti Social-Démocrate des Travailleurs de Russie depuis 1907, est arrêté au village.
Cholokhov décrit le viol de la femme de chambre Polka Frania par les cosaques dans les écuries du domaine Ourousova près de Radzivillovo (Grigori n'y participe pas). La Première Guerre mondiale commence. Melekhov reçoit son baptême du feu lors de la bataille de Lechnev, combattant les Autrichiens. Cholokhov décrit également de manière critique l'exploit du cosaque Krioutchkov. Près de Kamenka-Stroumilov, Grigori fut grièvement blessé par un hussard hongrois, mais survécut et reçut la Croix de Saint-Georges et le grade de sous-officier. Pendant ce temps, Aksinia met au monde à Yagodnoye une fille, qui meurt de la scarlatine. Le cœur brisé, elle se rapproche du fils du propriétaire, le lieutenant Evgueni, revenu du front. Grigori, ayant manqué de respect aux autorités supérieures de l'hôpital (et en particulier à la personne impériale qui a rendu visite aux blessés), retourne à Yagodnoye et, ayant appris la trahison de sa petite amie, bat Evgueni et Aksinia avec un fouet, après quoi il retourne dans la ferme familiale auprès de son épouse légale Natalia.

Livre deux
Quatrième partie
1916 Polésie. Dans l'abri des officiers, les militaires, dont le capitaine patriote Evgueni Listnitsky et le sous-lieutenant Bountchouk, discutent de la guerre et de l'avenir brumeux, après quoi Eugène rédige une dénonciation contre son collègue. Cependant, Bountchouk (bolchevique) a déserté et des tracts anti-guerre ont commencé à être trouvés dans l'armée. Cholokhov décrit les traces d'une attaque au gaz lancée par les Allemands en octobre 1916. Melekhov s'est comporté en héros et devint chevalier de Saint-Georges, sauvant de la mort son ennemi Stepan Astakhov en Prusse orientale. Mais celui-ci fut blessé sur la Dvina occidentale, tomba derrière ses troupes et fut capturé par les Allemands. Pendant ce temps, Natalia, l'épouse de Gregory, a donné naissance à des jumeaux ; Nicolas II abdiqua du trône, augmentant ainsi le sentiment d'incertitude. Le capitaine Listnitsky est transféré à Petrograd pour maintenir l'ordre et devient un fidèle partisan de Kornilov. Le sous-lieutenant Bountchouk réapparaît, mais désormais sous les traits d'un agitateur révolutionnaire. La Révolution d'Octobre est accomplie et les Cosaques du Don retournent dans leur pays natal.
Cinquième partie
Grigori Melekhov n'a pas pu se retrouver dans la révolution. Il se sentait proche tantôt des "indépendantistes", tantôt des bolcheviks (Podtiolkov). Pendant ce temps, la guerre civile a éclaté sur le Don. Les blancs se sont rassemblés autour de Kaledine. La bataille de Rostov a commencé en novembre 1917. Le mitrailleur Bountchouk y a pris part dans les rangs des Gardes rouges. Podtiolkov arrive à Novotcherkassk en train (en tant que représentant du Comité révolutionnaire) et lance un ultimatum à Kaledine. Grigori Melekhov combat dans les rangs des Gardes rouges, mais il est déprimé par les représailles de Podtiolkov contre le prisonnier Tchernetsov. Le Comité révolutionnaire du Don s'est installé à Millerovo et Kaledine, abandonné par l'armée des volontaires, se suicida. Bountchouk, à Rostov, a pratiqué des exécutions massives qui lui ont porté moralement atteinte. Cependant, à cause du vol de la terre du Don, les cosaques rebelles ont capturé Podtiolkov et Bountchouk et les ont condamnés. Le second a été fusillé et le premier pendu.
Livre trois
Sixième partie
Au printemps 1918, les Cosaques du Don se divisent. Les habitants du Haut Don étaient pour les bolcheviks, tandis que les riches habitants du Bas Don voulaient "l’existence indépendante de la région du Don". Les Allemands étaient à Millerovo. Dans le cercle cosaque de Novotcherkassk, les habitants de Nijnedon ont élu le général Krasnov comme ataman. Parmi les participants à ce cercle se trouvait Pantelei Melekhov. À la fin de l'été 1918, Grigori Melekhov commandait un peloton d'une centaine d'hommes de son frère aîné, Petro, sous-lieutenant, dans le cadre de l'armée du Don, combattant avec les Rouges dans la région du village de Koumyljenskaya. Cholokhov décrit les négociations entre les dirigeants des armées du Don (Krasnov) et des Volontaires (Dénikine) pour des actions communes contre les « Rouges ». Evgueni Listnitsky perd un bras dans les batailles avec les Rouges, épouse Olga Gortchakova (la veuve d'un collègue) et revient avec sa jeune épouse à Yagodnoye. Aksinia retourne avec Stepan. Cependant, en décembre 1918, les Rouges passent à l'offensive. Des Cosaques, dirigés par le sergent Fomin, passé du côté des bolcheviks, créèrent une brèche dans la défense de la région du Don et entrèrent dans Viochenskaya, ouvrant la voie à la 8e Armée rouge. Les Melekhov voulaient se retirer vers le sud, mais ont voulu préserver leur ferme. Cependant, Grigori s'est mis à en vouloir aux "Rouges" : tantôt ils ont tué un chien, tantôt ils ont enlevé des chevaux, commencé à harceler des femmes cosaques, puis il y eut des rumeurs sur l'exécution d'anciens officiers. L'un des premiers fusillés fut Miron Korchounov (beau-père de Grigori Melekhov). Grigori lui-même a échappé de justesse à l'arrestation en se cachant chez un ami. Cependant, au printemps 1919, Viochenskaya a commencé à se soulever, les "Rouges" ont quitté le village et les rebelles ont libéré Pantelei Melekhov du sous-sol. Le peloton de Grigori a attaqué le détachement punitif rouge et capturé  son commandant Likhatchev est capturé. Cependant, lors de la bataille suivante, les Rouges ripostent et Piotr Melekhov, capturé, est tué par Michka Kochevoï, qui s'est rangé du côté des bolcheviks. Grigori Melekhov devient commandant du régiment rebelle Vechensky, dont l'effectif a fait une division. La mort de son frère l'a rendu aigri et il était très réticent à laisser les prisonniers en vie, et encore seulement à la demande du quartier général rebelle. Cholokhov décrit la défaite d'un important détachement de "Rouges" à Kargalinskaya par les rebelles dirigés par Grigori Melekhov. Cependant, ces victoires temporaires entraînent Grigori dans le tourbillon de l'alcoolisme. Pendant ce temps, des troubles commencent parmi les "Rouges" et les soldats rebelles de l'Armée rouge du régiment Serdobsky tuent le bolchevik Chtokman. L'un des communistes capturés, le reconnaissant comme complice d'Ivan Kotliarov, est tué par la veuve de Piotr Melekhov avec une carabine de cavalerie. Les rebelles ("les rebelles du Haut Don") négocient avec l'armée du Don pour unir leurs forces contre les "Rouges". Les rebelles ont reçu des munitions et des obus du bas Don par avion. Cependant, les "Rouges" rassemblent des forces importantes et repoussent les rebelles. Michka Kochevoï, passé du côté des bolcheviks, brûle les maisons des riches, tue le grand-père Grichka et courtise Dounia Melekhova.
Livre quatre
Septième partie
Grigori Melekhov, en tant que cosaque libre et rebelle, est dégoûté par la discipline, les ordres de l'ancien régime et les cris des officiers, qui sont ravivés dans l'armée du Don. Il entre en conflit ouvert avec le général Fitzkhelaurov. Il est également dégoûté par la présence militaire étrangère en la personne d'un officier anglais suffisant portant un casque colonial. Pendant ce temps, Dmitri Korchounov (frère de l'épouse de Grigori Melekhov), à la tête d'un détachement punitif de cosaques, s'occupe de la famille de Michka Kochevoï, vengeant la mort de ses proches. Les dirigeants de l’armée du Don, dirigés par le général Sidorine et un colonel britannique, se rendent à la ferme et décernent à Daria Melekhova une "médaille sur le ruban de Saint-Georges" pour le massacre des soldats capturés de l’Armée rouge. Cependant, la femme cosaque ne se sent pas longtemps comme une héroïne : par sa vie dissolue, elle est tombée malade de la syphilis, et la prime en espèces pour la récompense, qu'elle prévoyait de dépenser secrètement en traitement, a mis à mal sa relation déjà tendue avec son beau-père Pantelei Melekhov. À l'été 1919, de chagrin, elle se noie dans le Don. La vie est également dure pour Natalia Melekhova, puisque Grigori reste attaché à Aksinia. En présence de sa belle-mère, elle maudit son mari et meurt d'un avortement raté. Pendant ce temps, le commandement blanc, représenté par le général Salnikov, dissout la division rebelle de Grigori Melekhov, mais lui exprime sa gratitude, le nomme officier et l'envoie combattre les bolcheviks dans la province de Saratov (région de Balachov). Rencontré en première ligne, le lieutenant anglais Campbell (instructeur de conduite de char) explique à Gregory par l'intermédiaire d'un traducteur autour d'un verre de cognac que les « Rouges » ne peuvent être vaincus. Pantelei Melekhov est mobilisé dans l'armée blanche, il déserte, mais il est rattrapé par un détachement punitif de cosaques kalmouks, et ce n'est que grâce à la gloire de ses fils qu'il parvient à éviter l'exécution. Le 17 septembre 1919, les « Rouges » du groupe d’attaque de Chorine occupèrent à nouveau brièvement Viochenskaya. À l'automne, Grigori, atteint du typhus, fut amené à la ferme et rétabli en novembre 1919. Sous la pression des "Rouges", le village de Tatarsky décide de commencer l'évacuation le 12 décembre 1919. Grigori a évacué vers le sud avec Aksinia, mais sa compagne est tombée malade du typhus et il a dû la laisser à Novo-Mikhaïlovski. En janvier 1920, Grigori arriva à Belaya Glina, où s'entassaient plusieurs milliers de réfugiés. Il y apprend que son père Pantelei y est décédé du typhus. En continuant, Grigori tombe malade du typhus pour la deuxième fois dans le village de Korenovskaya, mais est guéri en chemin grâce aux efforts de l'infirmier Prokhor, et le 25 mars 1920, il se trouve déjà à Novorossisk pour y voir l'évacuation de l'Armée des Volontaires.
Huitième partie
Aksinia se rétablit et revient au village. Prokhor rentre également chez lui avec le moignon de son bras gauche. Il a déclaré que Grigori Melekhov, après Novorossiysk, était allé servir comme commandant d'escadron dans la 14e division de la première cavalerie de Boudionny et avait combattu avec les lanciers polonais. Pendant ce temps, Michka Kochevoï retourne à la ferme et s'intéresse à Douniacha Melekhova, la mère de Grigori Melekhov, Ilinitchna, le traite d'assassin, mais il se justifie et aide aux tâches ménagères. Ilinitchna pardonne au meurtrier de son fils et donne à sa fille Douniacha sa bénédiction pour son mariage avec Michka Kochevoï. Ilinitchna meurt et Aksinia reprend les enfants de Melekhov. Kochevoï devient président du comité révolutionnaire du village, mais il est démobilisé de l'Armée rouge à cause du paludisme. Après la défaite de Wrangel, Grigori Melekhov retourne à la ferme, mais sa vie paisible ne se passe pas bien, car les vieux griefs de Michka Kochevoï à son égard ne sont pas oubliés. Prokhor raconte le sort de la famille du général Listnitsky : le vieux maître est mort du typhus à Morozovskaya, et le jeune homme s'est suicidé à Ekaterinodar à cause de l'infidélité de sa femme. Pendant ce temps, Fomine soulève une rébellion contre le système de réquisition des vivres, et Grigori se retrouve dans sa "bande", fuyant les "Rouges". Après s'être échappé de la bande, Grigori vient secrètement dans sa ferme natale et emmène Aksinia. Mais sur les rives de la rivière Chir, les fugitifs se heurtent à un détachement alimentaire et Aksinia est tuée. Après avoir erré dans la steppe, Grigori retourne à la ferme, jette à l'eau son fusil et son revolver et, après avoir rencontré son fils Michatka, apprend la mort de sa fille Poliouchka.
Selon ses biographes, Cholokhov a étudié en détail l'histoire des Cosaques, de la guerre civile russe et de la révolution d'octobre. Il est né en 1905 et il a vu plusieurs de ces évènements avec ses yeux d'adolescent. Il a également étudié les mémoires de personnalités telles que Anton Denikin commandant en chef de l'armée des volontaires, l'une des premières armées blanches russes. À bien des égards, le succès du roman Le Don paisible a été prédéterminé par le fait que le roman  est presque la seule source à partir de laquelle le public soviétique pouvait apprendre la véritable histoire de la première guerre mondiale et des guerres civiles russes. Cholokhov décrit en détail le front en Autriche-Hongrie, sur lequel se bat le personnage de Grigori, l'offensive Broussilov, les évènements de province de Prusse-Orientale. Cholokhov ne parle pas en détail des événements héroïsés par l'idéologie officielle mais par exemple de la campagne de glace d'Ekaterinodar ou de l'évacuation des adversaires des bolcheviks. Des personnages des Armées blanches comme l'ataman Piotr Krasnov sont présentés de manière extrêmement positive. L'Insurrection de Vechenskaïa des Cosaques du Don contre les bolcheviks est décrite en détail et de manière fiable.
Le romancier fait preuve d'une grande précision historique mais il n'évite pas non plus certaines erreurs.
Les limites de l'Oblast de l'armée du Don, qui doit son nom aux Cosaques du Don, se situent au début du XXe siècle et pour leurs parties occidentales, dans la région disputée depuis 2014 par l'Ukraine et la fédération de Russie, c'est-à-dire le Donbass. En février 2022, cette partie occidentale a été envahie par la fédération de Russie. Par ailleurs, les protagonistes du roman sont, outre les Cosaques, des Ukrainiens, des Russes, des Tziganes, des Polonais. Ces personnages et la zone géographique où se déroule l'action donne à ce roman certaines tonalités qui font penser aux évènements de l'année 2022 dans la même région, près de cent ans après la parution de l'ouvrage de Cholokhov.

## Le choix du titreDon paisible
Les scènes les plus importantes du roman se déroulent à proximité du fleuve Don. Depuis la rencontre d'Aksinia et du héros Grigori jusqu'à la mort de celle-ci. Daria, la belle-sœur de Grigori, s'y noie dans ses eaux. Dans la finale du roman, Grigori jette son fusil et son pistolet dans le fleuve.
Les chansons et le folklore en général forment une partie importante de la poétique du roman. C'est chez elles que Cholokhov trouve le thème de la terre cosaque, territoire libre et dangereux, vivant ses propres lois à l'écart des étrangers. 
Une vieille chanson cosaque est choisie comme épigraphe du roman:
 Ce n'est pas la charrue qui laboure notre terre glorieuse …

Notre terre est labourée par les sabots des chevaux,

Notre terre est ensemencée de têtes cosaques,

Notre Don passible est orné de jeunes veuves,

Notre père le Don paisible est fleuri d'orphelins,

Les vagues du Don paisible roulent les larmes des pères et mère,…
.
L'un des premiers chapitres du roman raconte l'histoire de la pêche du père et du fils Melekhov, qui se battent avec une carpe. Cholokhov montre immédiatement à quel point l'élément caché par la rivière est insidieux et incontrôlable. La même image du Don boueux, à la force cachée et imperceptible explique les évènements décris dans le troisième volume ; exécutions, tortures, violences, cruautés.    

## Caractéristiques
Ce roman est parfois qualifié d'épopée prétendant au statut de Guerre et Paix devenu soviétique, se déroulant cent ans après les évènements du début du XIXe siècle évoqués dans le chef- d'œuvre de Léon Tolstoï.
Il suit, à son époque, la structure du roman-épopée : au centre du récit, les héros liés les uns aux autres par des liens familiaux et des relations amoureuses, voient leur destin influencé par des évènements historiques réels, des guerres, des révolutions. Mais les principaux personnages des épopées sont traditionnellement des créateurs actifs de l'histoire. Cholokhov, lui, remplace ces héros d'épopées par des personnes ordinaires, qui participent à des évènements historiques, non pas en vertu de droits acquis par leur naissance, mais simplement du fait de leurs propres efforts.
La langue utilisée dans le roman a pour particularité d'utiliser de nombreux régionalismes de la langue russe, tant dans le discours du narrateur que dans celui des différents personnages. Ceci est particulièrement vrai dans les deux premières parties. Les troisièmes et quatrièmes parties présentent beaucoup moins d'expressions régionalistes colorées. Elles sont remplacées par des images fortes et expressionnistes. Ce changement de vocabulaire transforme le roman en un récit sur la perte d'identité qui suit les cataclysmes mondiaux comme les guerres et aboutit notamment à des statures et des discours plus rigides, plus artificiels.
Outre son langage brillant et coloré et ses nouveaux personnages, Cholokhov introduit un autre élément important dans le roman : la physiologie, tant à la mode dans la littérature française du XIXe siècle et d'autre part la violence. En sont un exemple, les détails et les expressions dans les scènes de lit qui sont décrites ("Les doigts d'Aksinia sentent le lait de vache frais; quand Grigori tourne la tête, mettant son nez sous l'aisselle d'Aksinia, une odeur de sueur douceâtre de femme, frappe ses narines") et - dans le troisième volume - des scènes de violence et d'exécutions (où un officier blessé "saigne et pisse").
Si la physiologie des scènes de sexe fait simplement partie de la poétique générale riche en images du roman, par contre, les descriptions détaillées de la violence nécessitent une explication. La physiologie, la cruauté sont contenues non seulement dans la langue, mais aussi dans l'intrigue même du roman. Elles commencent dès les premières lignes du roman : la grand-mère de Gregori,  femme turque amenée par son mari après une guerre russo-turque dans une ferme cosaque, est battue et est soupçonnée de sorcellerie (après son apparition dans le village, la peste a commencé). Puis elle accouche prématurément et meurt immédiatement. L'héroïne Aksinia a, quant à elle, été violée par son propre père. Ce dernier est battu à mort par son frère et sa mère (ce qui est également décrit de manière colorée : « La vieille mère d'habitude paisible arrachait frénétiquement les cheveux de son mari sans connaissance… » . À son retour à la maison, le père mourant remplit l'oreiller de sang et de matière blanche d'une oreille arrachée. Tous ces événements sont décrits  de telle manière qu'il devient évident que dans ce roman, la violence et le meurtre sont dans l'ordre des choses. La violence est un moyen de communication courant entre les Cosaques. C'est la manifestation du pouvoir caché qui est contenu dans le Don paisible et qui éclate.
Cholokhov a été influencé par les matériaux des histoires de Cosaques, des essais sur la vie dans le Sud russe, publiés abondamment au tournant des XIXe siècle et XXe siècle. Mais le roman peut également être considéré comme un dialogue entre le roman-épopée classique de Tolstoï Guerre et Paix et une texture cosaque des évènements du début du XXe siècle en Russie : des descriptions de blessures, des affrontements entre hussards et soldats français de l'épopée tolstoïenne se retrouvent en écho dans Le Don paisible.
Une autre source d'inspiration est l'œuvre d' Ivan Bounine. Cholokov lui emprunte l'imagerie poétique, avec ses détails de couleurs (les mains noires des Cosaques, les crépuscules mauves, les levers de soleil rouge-vin, les ciels violet lointain, les blancs d'yeux bleus).

## Accueil du roman
Après la publication des premières parties du Don paisible, dans la revue Oktyabr, en 1928, la critique soviétique et les collègues de Cholokhov ont accueilli le roman avec enthousiasme. De plus, le critique Vladimir Yermilov (en), lors du premier congrès des écrivains prolétariens, a qualifié le Don paisible de «beau cadeau à notre congrès» et de «grande conquête de la littérature prolétarienne». Toutefois, immédiatement après ce début, des difficultés se sont présentées pour la publication de l'ouvrage. Des articles incriminants l'auteur du roman ont commencé à apparaître dans la presse. L'article le plus caractéristique de ce courant, intitulé «Pourquoi Cholokhov a-t-il aimé les gardes blancs ?», est paru dans le magazine sibérien le Présent, proche du prolétariat .
Suivant cet article, le problème est de savoir de quelle classe, obscurcissant la lutte de classe dans le village pré-révolutionnaire, l'écrivain prolétarien Cholokhov s'est préoccupé ? La réponse est : ayant les meilleures intentions subjectives, Cholokhov a objectivement accompli la tâche de koulak, d'exploiteur. <...> Il en résulte que l'opinion de Cholokhov est devenue acceptable, même pour les blancs.
À bien des égards, la raison de cette attitude hostile de la critique officielle soviétique était la réception vraiment bienveillante du roman dans les milieux émigrés. Gueorgui Adamovitch , dans un article publié dans le magazine New Russian Word, à New York, écrit: "Le nouveau mot Russe".:
« Cholokhov a, sans aucun doute, un grand talent naturel. Cela se ressent dans les pages d'introduction du Don paisible et cette impression subsiste jusqu'à la fin du roman... <...> ...chaque personnage parle à sa manière, chaque détail psychologique ou descriptif est véridique. Le monde n'est pas inventé, mais réfléchi. Il se confond avec la nature, plutôt que d'agir sur elle capricieuse en s'imposant comme un mobile étranger. L'art de Cholokhov est organique. ».
D'autre part, de nombreux écrivains expatriés, par exemple Vladimir Nabokov, ont accueilli ce roman froidement. Dans l'une de ses conférences sur la littérature russe, donnée à l'Université Cornell en 1958, il s'exprimait encore plus clairement: «tout le monde connaît ces lourds best-sellers du genre Le Don paisible, La Case de l'oncle x  qui sont des montagnes de vulgarité, des kilomètres de banalités, que les journalistes étrangers appellent du sang-puissant et de l'irrésistible »..

## Attribution du Prix Nobel de littérature en 1965
En 1958, c'est Boris Pasternak qui obtient le prix Nobel de littérature pour son roman Docteur Jivago. Les autorités soviétiques obligent ce romancier à le refuser. Elles craignent cette attribution à Pasternak et ont tenté d'influencer la décision du comité du Prix Nobel en faveur de Cholokhov. Mais ce n'est qu'en 1965, que ce comité fixe son choix sur Cholohkov « pour la force artistique et l'intégrité de son œuvre sur Le Don paisible, à une époque charnière pour la Russie. ». Il est peu probable que le choix du comité se soit fixé sur Cholokhov à cause de la pression de l'Union des écrivains soviétiques. Il existe toutefois une opinion suivant laquelle Cholokhov a été récompensé en raison du réchauffement notable des relations entre la Suède et l'URSS dans les années 1960. Le poète  Joseph Brodsky par exemple partage cette opinion. Toujours est-il que Cholokhov est le seul auteur russe ayant été récompensé par l'attribution du Prix Nobel, avec l'approbation des autorités soviétiques.

## Personnages historiques apparaissant dans le récit
- Lavr Kornilov
- Vassili Tchernetsov
- Alexeï Kaledine
- Piotr Krasnov

## Éditions

### Édition russe
L'édition russe se compose de 4 livres et 8 parties, :
- Livre I : 1re, 2e et 3e parties.
Le premier livre est envoyé en 1927 à la revue Oktiabr[13]. Malgré la demande de coupures importantes, les trois premières parties paraissent intégralement en 1928.
- Livre II : 4e et 5e parties ;
Parution en 1928.
- Livre III : 6e partie.
Publication entre 1929 et 1933, malgré de nouvelles pressions visant à supprimer les passages décrivant la répression soviétique. La publication se poursuivit après que Staline eut pris la défense de Cholokhov[14].
- Livre IV : 7e et 8e parties.
Publication de la 7e partie dans la revue Novy mir en 1937-1938 et de la dernière partie en 1940.

### Édition française
- Le Don paisible, (traduit du russe par Antoine Vitez), 8 tomes, Capricorne, éditions Julliard, 1959-64.
- Le Don paisible, (traduit du russe par Antoine Vitez, postface de Claude Frioux), Omnibus, Presses de la Cité, Paris, 1991, 1402 p.  (ISBN 978-2-258-05137-9)

## Œuvres inspirées duDon paisible

### Opéra
En 1935, le roman (alors inachevé) de Cholokhov a inspiré à Ivan Dzerjinski Le Don paisible, un « opéra en chansons » dont le primitivisme a été encouragé par Staline lui-même, qui souhaitait un « opéra classique soviétique ». À cette fin, les auteurs de l'opéra ont eu droit à un entretien personnel de Staline et de Viatcheslav Molotov. Selon Félix Roziner, il semble que ce soit là (avant Andreï Jdanov) la première intrusion de Staline dans le monde de la création musicale. En janvier 1936, l'opéra Lady Macbeth du district de Mtsensk de Dmitri Chostakovitch ne connaîtra pas la même chance et sera voué aux gémonies par le maître du Kremlin.

### Cinéma
Le roman a inspiré plusieurs adaptations cinématographiques.
- 1931 : Ivan Pravov et Olga Preobrazhenskaya, Тихий Дон.
- 1957 : Le Don paisible (Тихий Дон) de Sergueï Guerassimov, film de six heures (en russe), récompensé en 1958 par le prix de la mise en scène et le Premier prix au Festival international du film de Moscou.
- 1992-1993 : Kozak : les seigneurs de la steppe, de Serge Bondartchouk (tourné en anglais) avec Rupert Everett et Delphine Forest dans les rôles principaux. Resté inédit pendant plus de dix ans à la suite de la faillite de l'un des coproducteurs, le film est finalement débloqué, et son montage achevé par Fiodor Bondartchouk (fils de Serge Bondartchouk, décédé entretemps en 1994). Il est montré en 2006 à la télévision russe sous la forme d'une mini-série en sept épisodes d'une heure chacun. Une version de trois heures est par la suite distribuée en DVD.
- 2015 : Le Don paisible (Тихий Дон) de Sergueï Oursouliak, série télévisée de 14 épisodes.

### Chanson
Une comptine cosaque citée dans le roman a inspiré Where Have All the Flowers Gone?, une protest song composée par Pete Seeger en 1955, complétée plus tard par Joe Hickerson et popularisée dans les années 1960 par de nombreux interprètes (Joan Baez, Chris de Burgh, Dalida, Marlène Dietrich, Dolly Parton, Peter, Paul and Mary etc.).

### Théâtre
L'écrivain allemand Heiner Müller a écrit en 1970 une pièce didactique Mauser dont il dit lui-même que ce sont des « variations sur un thème tiré du roman de Cholokhov ».